# 楚法爾峰

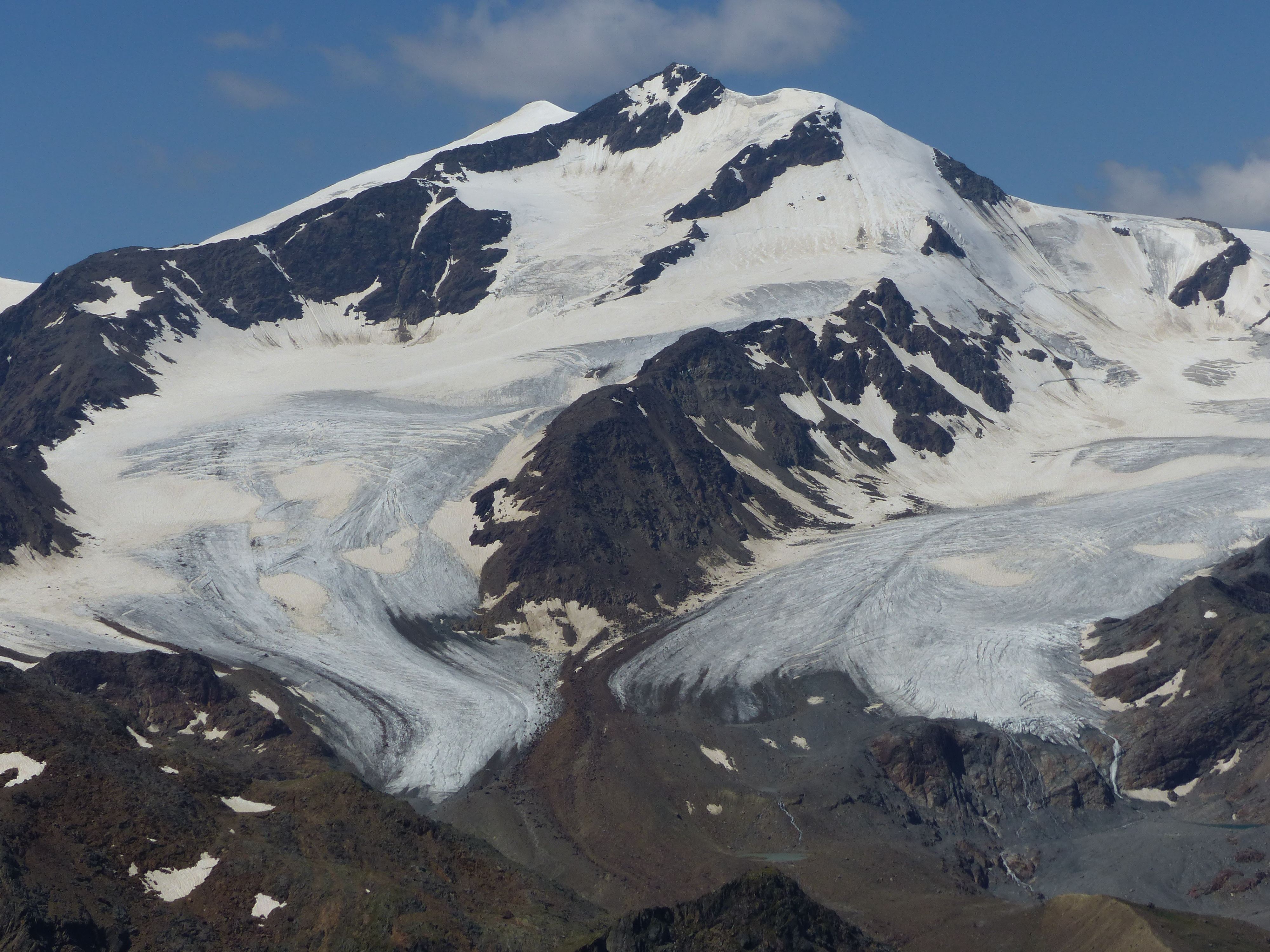

46°26′53″N 10°37′20″E / 46.448103°N 10.622298°E
楚法爾峰（德語：Zufallspitzen），是意大利的山峰，位於該國北部，屬於奥特莱斯山的一部分，距離切韋達萊山0.66公里，屬於奥特莱斯山的一部分，海拔高度3,757米。